# Kolej wąskotorowa cementowni w Goleszowie
Kolej wąskotorowa cementowni w Goleszowie – kolej wąskotorowa wykorzystywana przez cementownię w Goleszowie. Długość sieci linii wąskotorowych należących do zakładu dochodziła do 30 km.

## Historia
Kolej wąskotorowa została zbudowana pod koniec XIX wieku, niedługo po uruchomieniu cementowni w Goleszowie i była wykorzystywana do dowozu urobku z kamieniołomów położonych na górze Jasieniowa do zakładu. Kolejką przewożono również wapno, wypalane na Jasieniowej w 2 piecach i transportowane następnie drewnianymi wagonami na teren cementowni, gdzie pakowano je do dalszego transportu. Na kolei wąskotorowej eksploatowano dwuosiowe tendrzaki wyprodukowane przez zakłady Borsig w Berlinie. Na czołownicach zamontowano dwa zderzaki. W celu pokonywania znacznych wysokości zastosowano system mijanek bądź pojedynczych torów, do których z jednej strony dochodziły tory z dołu oraz z góry, natomiast z drugiej strony były zakończone kozłem oporowym. Rozwiązanie takie nazywano wekslem. Pokonywanie różnic wysokości na zasadzie zmiany kierunku jazdy zastosowano na tej kolejce kilkanaście razy.
Na terenie cementowni koleby opróżniano metodą grawitacyjną. Kilka lat po II wojnie światowej kolej wąskotorowa została zlikwidowana w związku z zakończeniem eksploatacji wyrobisk na górze Jasieniowa. W tym samym czasie w celu dowozu urobku z kamieniołomu w Lesznej Górnej została uruchomiona towarowa kolej linowa. Jedną z pozostałości po kolei wąskotorowej jest zachowany tunel przy dojeździe do rekreacyjnego sztucznego zbiornika wodnego Ton.